# Albert Chemutai
Albert Chemutai (* 25. November 1999) ist ein ugandischer Hindernisläufer.

## Sportliche Laufbahn
Erste Erfahrungen bei internationalen Meisterschaften sammelte Albert Chemutai bei den U20-Weltmeisterschaften 2016 in Bydgoszcz, bei denen er in 8:37,76 min den siebten Platz im Hindernislauf belegte. 2017 wurde er bei den Weltmeisterschaften in London im Hindernisfinale Zehnter in 8:25,94 min. 2018 nahm er zum ersten Mal an den Commonwealth Games im australischen Gold Coast teil und erreichte dort den vierten Platz. Anschließend nahm er erneut an den U20-Weltmeisterschaften im finnischen Tampere teil und belegte dort in 8:28,63 min den vierten Platz.

## Persönliche Bestzeiten
- 3000 m Hindernis: 8:12,29 min, 12. Juli 2019 in Monaco